# 切尔诺贝利的悲鸣
《切尔诺贝利的悲鸣》（俄语：Чернобыльская молитва. Хроника будущего），也译作《切尔诺贝利的回忆：核灾难口述史》、《車諾比的聲音：來自二十世紀最大災難的見證》、《切尔诺贝利的祭祷》等，是白俄罗斯女作家斯韦特兰娜·阿列克谢耶维奇的一部长篇纪实文学作品，采用了复调写作手法。1997年由Остожье初版。本书记叙了发生于1986年4月26日的切尔诺贝利核事故及后续事件，采访了多个当事人，包括消防员、清理人、官员、撤离区居民、医务工作者等等，超過500位受訪者。

## 写作及发表
阿列克谢耶维奇在事故发生后五年采访了事故当事人，包括救火队员、清洁工、政客、医生、物理学家和普通公民。书中介绍了切尔诺贝利事故导致的心理和个人的悲剧，并探讨了其中的人类经验，事故如何影响了普通人的生活。
该书于1997年首次在《人民之友》杂志上发表，该杂志的出版曾经获奖。该书全书在同一年出版。2005年该书的英译荣获美国全国评论圈奖。

## 内容
作者在开篇引述了新闻、报告、百科全书中的记载，写明切尔诺贝利事故的严重性，而白俄罗斯则是核污染的重灾区，而核燃料并未妥善处理，仍在“石棺”中封存着。接下来的引子是对一位消防员妻子的采访：柳德米拉的丈夫瓦西里被派去了切尔诺贝利，受到重度辐射，被移送莫斯科一家专治核辐射的医院。尽管受到重重阻挠，她还是赶去探视，尽管怀着孕，仍陪在丈夫的身边。瓦西里换了骨髓，仍无法躲避死神，他们的孩子也由于受到辐射在出生后不久夭折。
接下来的全书分为三个部分：《死亡之地》、《活人的土地》、《出人意料的哀伤》。在切尔诺贝利现场，许多人不知道辐射是什么，只关心农作，可是那些庄家和牲畜却已经被污染。各种诡异的事情在这里轮番上演，就好像发生了战争。人们变成了“切尔诺贝利人”，仿佛是一个新出现的人种。政府封锁了真相，甚至扫除了图书馆里关于辐射的书籍，以建立“信心”。军人们被瞒骗，去清理现场，却根本不知道自己在与什么打交道。有人做投机买卖，把事故发生地运出的东西偷偷卖到二手市场。最后，切尔诺贝利成了“一个比喻、一个象征”，永久的改变了人们的思想……

## 中譯本
- （白俄）S.A.阿列克谢耶维奇.  . 方祖芳（翻譯）;郭成业（翻譯）. 广州: 花城出版社/铁葫芦图书. 2014-06-01: 271頁 [2014年]  [2016-04-17]. ISBN 978-753-607-137-7. （原始内容存档于2019-05-13） （中文）.http://www.books.com.tw/products/CN11125159 （页面存档备份，存于）、liaode （页面存档备份，存于）
- （白俄） 斯維拉娜·亞歷塞維奇; 方祖芳（翻譯）; 郭成业（翻譯）.  . 馥林文化. 2011-11-14: 304頁 [2011年]  [2016-04-17]. ISBN 978-986-607-622-0. （原始内容存档于2018-08-12） （中文）.（繁體中文）
- （白俄）S.A.阿列克谢耶维奇.  . 方祖芳（翻譯）;郭成业（翻譯）. 广州: 花城出版社/铁葫芦图书. 2015年11月: 281页 [2015年]  [2016-05-15]. ISBN 9787536076860. （原始内容存档于2018-08-12） （中文（简体））.
- （白俄）斯維拉娜·亞歷塞維奇. . 由陳志豪翻译. 林龍吟 攝影文字. 臺北: 貓頭鷹出版，家庭傳媒城邦分公司發行. 2018年6月. ISBN 9789862623275 （中文（繁體））.